# Broträsk
Broträsk är en sjö i Gotlands kommun i Gotland och ingår i Snoderåns huvudavrinningsområde. Sjön är 9,5 meter djup, har en yta på 0,032 kvadratkilometer och är belägen 40 meter över havet. Vid provfiske har abborre, gers, gädda och mört fångats i sjön.

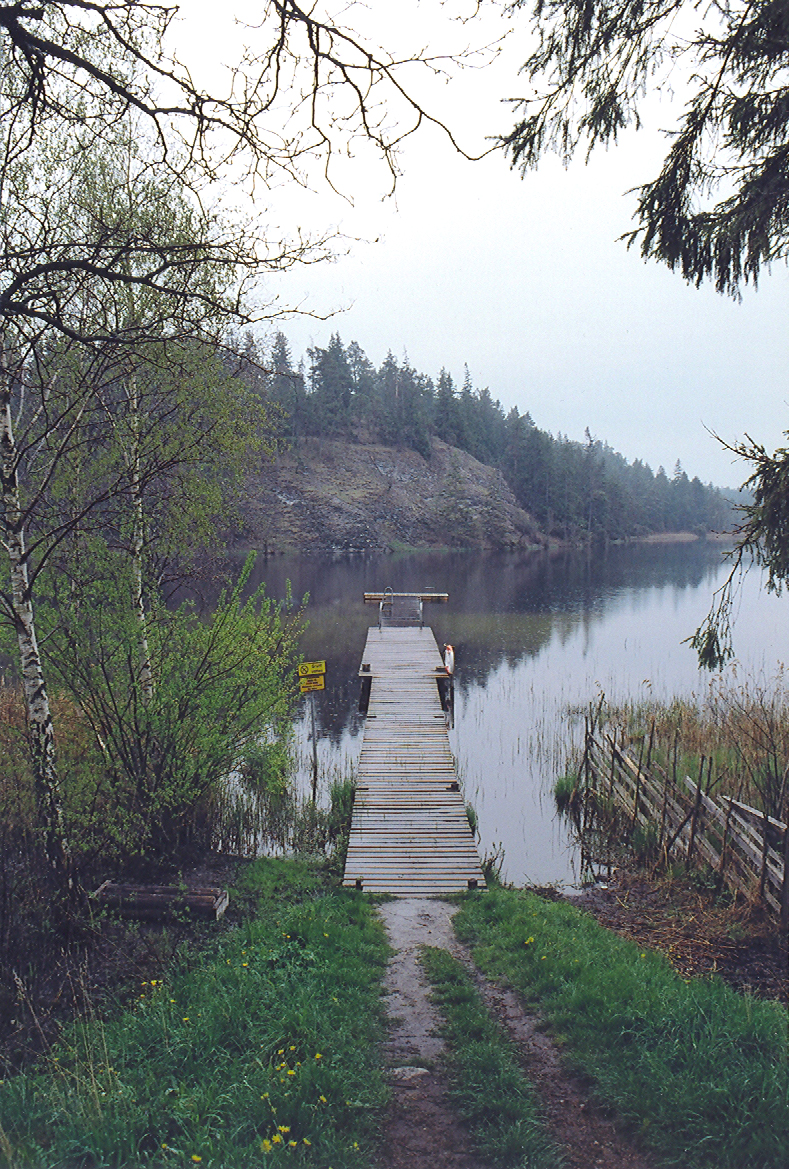
Bryggan i Broträsk

Sjön uppkom i slutet av 1800-talet i samband med att Lojsta träsk sänktes och delades upp i tre olika sjöar.